# 제2문예부
제2문예부(第二文芸部)는 ADV게임 키라☆키라에서 시작된 밴드로 2007년 나고야를 시작으로 투어를 시작해 라이브 하우스를 휩쓸며 마지막 공연에 관객수 3천명을 달성한 밴드이기도 하다.